# Notheria diaphana
Notheria diaphana är en orkidéart som beskrevs av P.O'byrne och Jaap J. Vermeulen. Notheria diaphana ingår i släktet Notheria och familjen orkidéer. Inga underarter finns listade i Catalogue of Life.